# Plantesamfund
Plantesamfund er betegnelsen for naturligt forekommende, økologiske samfund af planter med en forudsigelig artsammensætning og en sammenlignelig fysionomi (strukturelt udseende), som opstår på en bestemt habitattype - eller som det også kan udtrykkes: "en kombination af arter, der forekommer sammen på et økologisk ensartet område". Studiet af plantesamfunds kendetegn, organisering og gensidige afhængighed samt af deres udvikling, geografiske fordeling og klassificering kaldes samlet plantesociologi.
Det er konkurrence og udvælgelse samt de stedlige miljøvilkår, der gør, at der opstår samfundsdannelser af plantepopulationer. Sammensætningen af et plantesamfund er konstant, så længe der ikke opstår nye konkurrencevilkår på grund af klimaforandringer, geologiske eller jordbundsmæssige udviklinger, menneskelige indgreb eller indvandring (og uddøen) af bestemte arter. Sådanne nye, ydre vilkår skaber nye nicher i plantesamfundet, men det gør planteædere, plantesygdomme, rovdyr og parasitter samt forholdet mellem to eller flere plantearter også. Derfor kan plantesamfund være ganske kortvarige (fx ruderatsamfund), eller de kan overleve i millioner af år (fx regnskov).

## Inddeling og karakterisering af plantesamfund
Plantesamfund kan overordnet inddeles i tre typer, som bestemmes af den måde, arterne er fordelt på:
1. Mosaiksamfund (f.eks. plantesamfundet på toppen af Mont Ventoux)
2. Etagesamfund (f.eks. de forskellige etager i en skov)
3. Zonationssamfund (f.eks. vegetationsbælterne fra havstokken og ind mod den grå klit)

Når man dernæst skal placere et plantesamfund mere præcist, er det ikke tilstrækkeligt at fastslå, hvilke arter, der findes på stedet. Man må også opgøre, hvor hyppigt arterne findes, og hvor dominerende de er. I den forbindelse kan man udskille nogle bestemte arter, som gør det lettere at placere plantesamfundet. Det drejer sig om:
- Karakterart
- Skilleart
- Ledsageart

Desuden inddrager man i undersøgelsen, om bestemte forventelige artsgrupper findes eller mangler. Artsgrupper dannes på grund af ensartede økologiske egenskaber (f.eks. salttolerance, mineralbehov, konkurrencekraft), ensartede måder at leve sammen med andre på (se livsformer) eller en fast, fælles optræden under samme vilkår (f.eks. højmoseplanter, skovbundsplanter, hedeplanter).
I den forbindelse er det blevet nødvendigt at skelne mellem naturlige og menneskepåvirkede plantesamfund.

## Klassificering af et plantesamfund
Skov (Carpino-Fagetea)
Løvskov – en klasse inden for plantesamfundet med flere ordener (her: Querco-Fagetea)
Bøgeskov – en orden med flere forbund (her: Fagetalia sylvaticae)
Kalk-bøgeskov – et forbund med flere grupper (her: Cephalanthero-Fagion)
Orkidé-bøgeskov – en gruppe, der findes på tørre steder (her: Carici-Fagetum)
Heraf kan man se, at plantesamfundene kan underopdeles. De bliver benævnt efter den eller de dominerende arter, og betegnelserne følger disse regler:
- Klasse, der ender på -etea: Carpino-Fagetea (løvskov)
  - Orden, der ender på -alia: Carpino-Fagetalia
    - Forbund, der ender på -ion: Cephalanthero-Fagion
      - Gruppe, der ender på -etum: Carici-Fagetum

## Eksempelsamfund
I det følgende beskrives forskellene mellem de naturlige plantesamfund og de menneskeskabte ud fra to eksempler: naturskov og eng.
Skov (Carpino-Fagetea)
Som klima og jordbund er i Danmark, blev den blandede løvskov var den dominerende vegetationsform, indtil skovrydning, kvæghold og opdyrkning satte sit præg på naturen. Der findes endnu enkelte smårester på steder, som er så stejle eller på anden måde utilgængelige, at der kun har været drevet meget ekstensiv skovdrift på dem. Det er karakteristisk for disse naturprægede skove), at de består af mange arter, at individerne inden for disse arter står med stor indbyrdes afstand, og at træerne findes i alle aldersgrupper. Det skyldes, at biotopen også rummede det sidste led i skovens succession, hvor de gamle kæmpetræer vælter og skaber større eller mindre lysninger.
Der er endnu to forhold, som har gjort den helt naturlige løvskov anderledes end nutidens dyrkede skov. Det ene har med vandet at gøre. Forskerne er enige om, at vore skove var fyldt med vandlidende områder, dvs. sumpede områder med dele, der blev oversvømmet hvert forår. Det er et ret sent fænomen, at skovfolkene har drænet skovparterne og skabt fast bund i skoven. Også dette meget våde miljø har præget løvskoven, sådan at der har været åbne eller tyndt bevoksede partier i den.
Det andet – og måske afgørende – er de store græssere: bison, urokse, elsdyr og kronhjort. Alle er enige om, at husdyrenes græsning i skovene igennem mange århundreder gjorde dem åbne og bidrog til, at der blev skabt store, vedvarende lysninger. Derimod har det været overset, hvad der var de vilde drøvtyggeres virkning. Når man konstaterer, at blandet løvskov er det naturlige plantesamfund for Danmark, er det altså med det in mente, at skoven så ganske anderledes ud end de skove, vi kender i dag.
Eng (Molinio-Arrhenatheretea)
Det var først højt oppe i Middelalderen, at man begyndte at udnytte de våde jorde. Indtil da lå disse våde, ofte oversvømmede arealer hen som ellesump. Da man opdagede, at kreaturerne kunne klare sig gennem vinteren på et foder af tørrede urter, fik man sat slåning, tørring og bjergning af hø i system. I mange tilfælde satte man dyrene ud på engen, når høet var bjerget. De kunne så gå derude og æde løs af den sprøde nyopvækst til hen på efteråret. De to påvirkninger: slåning af hø og eftergræsning med kreaturer, betød efterhånden en sortering af engenes vegetation. Slåning begunstiger planter som hurtigt skyder frem igen, og græsning begunstiger dem, som dyrene undgår (se under overdrev). Den kunstigt skabte engbiotop blev efterhånden til et artsrigt sted med et stort antal lavtvoksende, blomstrende planter, og årsagen er et kulturtryk, som bl.a. består af følgende elementer:
- slåning
- slåningshyppighed pr. år
- græsning
- græsningstryk
- kreatursammensætning
- jordbundstype
- klimaforhold
- oversvømmelse
- sammensætning af aflejret mudder

Engene betegner i virkeligheden et fastfrosset successionstrin midt mellem den rå jord og plantesamfundet ellesump. På én måde er der tale om ren natur, for engene er led i det, som er den karakteristiske danske vegetationsrækkefølge. Men på en anden måde er eng en kulturskabt naturtype, som kun kan eksistere i få år uden det kulturtryk, som er dens forudsætning.
Andre samfund i Danmark
- mose
- sø
- hede
- overdrev
- klit
- strand

## Note
1. ↑  Michael G. Barbour, Jack H. Burk, Wanna D. Pitts, Frank S. Gilliam og Mark W. Schwartz: Terrestrial Plant Ecology (3. udg.), 1998, ISBN 978-0805300048 (engelsk)
2. ↑  Peter Milan Petersen og Peter Vestergaard: Vegetationsøkologi, 2006 ISBN 87-02-04706-3, side 9
3. ↑  Jf. Stenhus Gymnasium: Lille Skovhistorie Arkiveret 9. december 2006 hos  Wayback Machine adgangsbegrænsning
4. ↑  Jf. Karsten Thomsen: Dansk skovnatur